# Светско првенство у атлетици на отвореном 2011 — штафета 4 × 100 метара за мушкарце
Такмичење у штафети 4 х 400 метара за мушкарце на Светском првенству у атлетици 2011. у Тегуу је одржано 4. септембра на стадиону у Тегуу.

## Освајачи медаља
|                                                                                             |                                                                            |                                                                                        |
| Јамајка · 37,04 СР · Неста Картер · Мајкл Фрејтер · Јохан Блејк · Јусејн Болт · Декстер Ли* | Француска · 38,20 · Теди Тенмар · Кристоф Леметр · Јаник Лезур · Жими Вико | Свети Китс и Невис · 38,49 · Џејсон Роџерс · Ким Колинс · Антоан Адамс · Бриџеш Лоренс |

## Рекорди
Рекорди у дисциплини Штафета 4 × 100 метара за мушкарце пре почетка светског првенства 2011. године.
| Светски рекорд             | Јамајка · (Неста Картер, Мајкл Фрејтер, Јусејн Болт, Асафас Пауел)                   | 37,10 | Пекинг, Кина              | 22. август 2008.    |
| Рекорд светских првенстава | Јамајка · (Јусејн Болт, Мајкл Фрејтер, Стив Мулингс, Асафа Пауел)                    | 37,31 | Берлин, Немачка           | 22. август 2009.    |
| Најбољи резултат сезоне    | Сједињене Државе · (Трел Кимонс, Мајк Роџерс, Џастин Гетлин, Волтер Дикс)            | 37,90 | Лињано Сабиадоро, Италија | 19. јул 2011.       |
| Афрички рекорд             | Нигерија · (Осмонд Езинва, Олападе Аденикен, Франсис Обиквелу, Дејвидсон Езинва)     | 37,94 | Атина, Грчка              | 9. август 1997.     |
| Азијски рекорд             | Јапан · (Нобухару Асахара, Шинџи Такахира, Шинго Суецугу, Наоки Цукахара)            | 38,03 | Осака, Јапан              | 1. септембар 2007.  |
| Северноамерички рекорд     | Јамајка · (Неста Картер, Мајкл Фрејтер, Јусејн Болт, Асафа Пауел)                    | 37,10 | Пекинг, Кина              | 22. август 2008.    |
| Јужноамерички рекорд       | Бразил · (Винсент де Лима, Едсон Рибеиро, Андре да Силва, Клодинеи да Силва)         | 37,90 | Сиднеј, Аустралија        | 30. септембар 2000. |
| Европски рекорд            | Уједињено Краљевство · (Џејсон Гарднер, Дарен Кембел, Марлон Девониш, Двејн Чемберс) | 37,73 | Севиља, Шпанија           | 29. август 1999.    |
| Океанијски рекорд          | Аустралија · (Пол Хендерсон, Тим Џексон, Стив Брајмакомб, Демиен Марш)               | 38,17 | Гетебург, Шведска         | 12. август 1995.    |

## Критеријум квалификација
Квалификациона норма за учешће на првенству је резултат испод 39,20 у периоду од 1. јануара 2010. до 15. августа 2011. Норму су испуниле 23 националне штафете. У следећој табели се налазе све квалификоване земље поређане по резултатима којим су се се квалификовале, а њихови резултати у сезони 2011. пре почетка Светског првенства и национални рекорди.
|     | Земља             | Резултат квалификација | Резултат сезоне 2011. | Национални рекорд |
| --- | ----------------- | ---------------------- | --------------------- | ----------------- |
| 1.  | Сједињене Државе  | 37,45                  | 37,90                 | 37,40             |
| 2.  | Јамајка           | 37,76                  | 38,33                 | 37,10             |
| 3.  | Француска         | 38,11                  | 38,71                 | 37,79             |
| 4.  | Италија           | 38,17                  | 38,89                 | 38,17             |
| 5.  | Тринидад и Тобаго | 38,24                  | 38,89                 | 37,62             |
| 6.  | Велика Британија  | 38,41                  | 38,60                 | 37,73             |
| 7.  | Немачка           | 38,44                  | 38,66                 | 38,30             |
| 8.  | Канада            | 38,45                  | 38,65                 | 37,69             |
| 9.  | Јапан             | 38,54                  | 38,78                 | 37,03             |
| 10. | Швајцарска        | 38,69                  | 38,98                 | 38,69             |
| 11. | Бразил            | 38,77                  | 38,77                 | 37,90             |
| 12. | Кина              | 38,78                  | 39,15                 | 38,78             |
| 13. | Пољска            | 38,83                  | 38,84                 | 37,40             |
| 14. | Португалија       | 38,88                  | 39,17                 | 38,33             |
| 15. | Гана              | 38,93                  | 38,93                 | 38,12             |
| 16. | Сент Китс и Невис | 38,98                  | 38,98                 | 38,98             |
| 17. | Јужна Кореја      | 39,04                  | 39,04                 | 39,04             |
| 18. | Кинески Тајпеј    | 39,05                  | 39,24                 | 39,05             |
| 19. | Холандија         | 39,09                  | 39,096                | 38,63             |
| 20. | Тајланд           | 39,09                  | 39,68                 | 38,80             |
| 21. | Јужна Африка      | 39,12                  | 39,56                 | 38,47             |
| 22. | Аустралија        | 39,14                  | 38,98                 | 38,69             |
| 23. | Порторико         | 39,15                  | 39,71                 | 39,15             |

## Сатница
| Датум              | Време | Рунда         |
| ------------------ | ----- | ------------- |
| 4. септембар 2011. | 19:00 | Квалификације |
| 4. септембар 2011. | 21:00 | Финале        |

## Резултати

### Квалификације
Пласман у финале обезбедиле су по две првопласиране штафете у свакој групи (КВ) и још две штафете са најбољим временима (кв).
| Поз. | Група | Репрезентација         | Атлетичари                                                              | Време       | Напомена |
| ---- | ----- | ---------------------- | ----------------------------------------------------------------------- | ----------- | -------- |
| 1.   | 1     | САД                    | Трел Кимонс, Џастин Гатлин, Морис Мичел, Трејвис Паџет                  | 37,79       | КВ, СРС  |
| 2.   | 2     | Тринидад и Тобаго      | Кестон Блидмен, Марк Брнс, Арон Армстронг, Ричард Томпсон               | 37,91       | КВ, НРС  |
| 3.   | 2     | Јамајка                | Неста Картер, Мајкл Фрејтер, Јохан Блејк, Декстер Ли                    | 38,07       | КВ, НРС  |
| 4.   | 3     | Уједињено Краљевство   | Кристијан Малком, Крег Пикеринг, Марлон Девониш, Хари Ејкинс-Арити      | 38,29       | КВ, НРС  |
| 5.   | 3     | Пољска                 | Павел Стемпел, Дариуш Куч, Роберт Кубачик, Камил Крински                | 38,37       | КВ, НРС  |
| 6.   | 1     | Француска              | Теди Тинмар, Кристоф Леметр, Јаник Лезур, Жими Вико                     | 38,38       | КВ, НРС  |
| 7.   | 3     | Италија                | Микаел Туми, Симоне Колио,Емануеле Ди Грегорио, Фабио Ћерути            | 38,41       | КВ, НРС  |
| 8.   | 2     | Сент Китс и Невис      | Џејсон Роџерс, Ким Колинс, Антоан Адамс, Бриџеш Лоренс                  | 38,47       | кв, НР   |
| 9.   | 2     | Јапан                  | Јуичи Кобајаши, Масаши Еригучи, Шинџи Такахира, Хитоши Саито            | 38,66       | НРС      |
| 10.  | 3     | Аустралија             | Ентони Алози, Мет Дејвис, Арон Руж Сере, Ајзек Нтиамоа                  | 38,69       | НРС      |
| 11.  | 2     | Јужноафричка Република | Хенс Дрејер, Офенсе Могаване, Роско Енџел, Тусо Мпуанг                  | 38,72       | НРС      |
| 12.  | 2     | Кина                   | Чен Кианг, Лијанг Ђијахонг, Су Бингтиан, Лао Ји                         | 38,87       | НРС      |
| 13.  | 2     | Порторико              | Маркос Амалберт, Карлос Родригез, Маркиз Холстон, Мигел Лопез           | 39,04       | НР       |
| 14.  | 1     | Португалија            | Рикардо Монтеиро, Жоао Фереира, Арналдо Абранте, Јазалдес Насименто     | 39,09       | НРС      |
| 15.  | 1     | Гана                   | Емануел Куби, Тим Абејие, Ашад Агјапонг, Азиз Закари                    | 39,17       |          |
| 16.  | 1     | Кинески Тајпеј         | Ванг Вен Танг, Лиу Јуан Каи, Цаи Менг Лин, Ји Веи Чен                   | 39,30       |          |
| 17.  | 3     | Канада                 | Сам Ефах, Гејвин Смели, Џаред Конаутон, Џастин Ворнер                   | 39,28       |          |
| 18.  | 3     | Тајланд                | Верават Фаруанг, Супачаи Чимди, Сомпоте Суванарангсри, Џирапонг Менапра | 39,54       | НРС      |
| ---  | 3     | Јужна Кореја           | Јео Хо Суах, Чо Кју Вон, Ким Кук Јанг, Лим Хи Нам                       | 38,94 Диск. | НР       |
| ---  | 1     | Бразил                 | Дијего Кавалканти, Сандро Вијана, Нилсон Андре, Бруно де Барош          | Диск.       |          |
| ---  | 3     | Холандија              | Ђовани Кодрингтон, Брајан Маријано, Џелер Фелер, Патрик ван Лејк        | Диск.       |          |
| ---  | 2     | Немачка                | Тобиас Унгер, Маријус Бронинг, Себастијан Ернст, Алекс Шаф              | НЗ          |          |
| ---  | 1     | Швајцарска             | Паскал Мансини, Рето Шенкел, Алекс Вилсон, Марк Шнебергер               | НЗ          |          |

### Финале
| Поз. | Стаза | Репрезентација       | Атлетичари                                                        | Време | Напомена |
| ---- | ----- | -------------------- | ----------------------------------------------------------------- | ----- | -------- |
|      | 6     | Јамајка              | Неста Картер, Мајкл Фрејтер, Јохан Блејк, Јусејн Болт             | 37,04 | СР       |
|      | 8     | Француска            | Теди Тинмар, Кристоф Леметр, Јаник Лезур, Жими Вико               | 38,20 | НРС      |
|      | 1     | Сент Китс и Невис    | Џејсон Роџерс,Ким Колинс, Антоан Адамс, Бриџеш Лоренс             | 38,49 |          |
| 4.   | 7     | Пољска               | Павел Стемпел, Дариуш Куч, Роберт Кубачик, Камил Крински          | 38,50 |          |
| 5.   | 2     | Италија              | Микаел Туми, Симоне Колио, Емануеле Ди Грегорио, Фабио Ћерути     | 38,96 |          |
| 6.   | 5     | Тринидад и Тобаго    | Кестон Блидмен, Марк Брнс, Арон Армстронг, Ричард Томпсон         | 39,01 |          |
|      | 4     | САД                  | Трел Кимонс, Џастин Гатлин, Дервиш Патон, Волтер Дикс             | НЗ    |          |
|      | 3     | Уједињено Краљевство | Кристијан Малком, Крег Пикеринг,Марлон Девониш, Хари Ејкинс-Арити | НЗ    |          |